# Међународни дан толеранције
Међународни дан толеранције (енгл. International Day for Tolerance) је годишњи дан обележавања који је УНЕСКО прогласио 1995. године како би се подигла свест јавности о опасностима нетолеранције. Обиљежава се 16. новембра. Обележавање овог датума покренуто је са циљем да образовне институције и шира јавност виде толеранцију као основни елемент друштва.
До почетка обележавања овог датума је дошло након што су Уједињене нације прогласиле 1995. годину као годину толеранције.

## Конференције и фестивали
Сваке године се организују разне конференције и фестивали поводом Међународног дана толеранције. Међу њима је „Фестивал цртаног филма универзалне толеранције“ у Драмену у Норвешкој који је организовао Међународни фестивал карикатуре 2013. 
Тај дан се у Бангладешу обележава Самитом мира. Самит мира организују Пренеур Лаб и ЕМК центар. Конференција је платформа за разговор и размену о изазовима земље о питањима као што су мир, толеранција, лажне вести, безбедност на мрежи и мржња. 

## Награда
УНЕСКО је створио награду УНЕСКО-Маданџит Синг за одавање признања онима који су постигли велика достигнућа у промовисању духа толеранције или ненасиља у областима као што су наука, култура и уметност. Награда УНЕСКО-Маданџит Синг и УНЕСКО-ов Међународни дан толеранције признају да је толеранција универзално људско право.